# 장화홍련전 (1924년 영화)
《장화홍련전》은 한국에서 제작된 김영환 감독의 1924년 영화이다. 김옥희 등이 주연으로 출연하였고 박승필 등이 제작에 참여하였다.
1923년 일본인 하야카와가 제작한《춘향전》이 개봉하여 흥행을 거두고, 조선극장을 인수하여 경성 영화계에 도전하자 이에 자극받은 단성사의 박승필이 1924년 7월 단성사 촬영부를 설치하고 고전소설《장화홍련전》을 원작으로 제작하였다.
각색은 단성사의 변사였던 김영환이, 감독은 우미관의 영사기사로서 단성사 운영을 맡던 박정현이 담당하였으며 조선 최초의 촬영기사였던 이필우가 이 영화로 데뷔하였다. 제작과 연출, 주조연 모두 조선인의 손으로 탄생한 최초의 극영화로 꼽힌다.
1924년 9월 5일 단성사에서 단독 개봉하여 흥행하였다.

## 출연

### 주연
- 김옥희 - 장화 역
- 김설자 - 홍련 역
- 최병룡
- 유정식

## 기타
- 녹음: 이필우